# Наука в Древнем Египте
Наука в Древнем Египте достигла высокого уровня для своего времени. Традиционный эмпиризм, о чём свидетельствуют папирусы Эдвина Смита и Эберса (ок. 1600 год до н. э.), впервые появился в Древнем Египте. Египтяне создали собственную письменность и десятичную систему.

## Астрономия

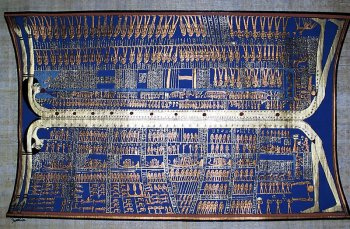
Роспись потолка в гробнице KV9

Некоторые знания имели древние египтяне и в области астрономии. Частые наблюдения над небесными светилами приучили их отличать планеты от звёзд и даже дали им возможность установить карту звёздного неба. Такие звёздные карты сохранились на потолках различных зданий, главным образом гробниц и храмов. Одним из лучших образцов такой «астрономической карты» древних египтян является роспись потолка гробницы вельможи времени XVIII династии Сенмута. В центре северной части здесь можно различить созвездия Большой и Малой Медведицы с известной египтянам Полярной звездой, в южной части неба изображены Орион и Сириус (Сотис) в виде символических фигур, как, впрочем, всегда изображали созвездия и звёзды древнеегипетские художники. Звёздные карты и таблицы расположения звёзд сохранились и на потолках царских гробниц XIX и XX династий. При помощи таких таблиц расположения звёзд, а также пользуясь визирным, пассажным инструментом два египетских наблюдателя, сидящие в направлении меридиана, определяли время ночью. Днём время определяли при помощи солнечных или водяных часов (позднейшая «клепсидра»). Древними картами расположения звёзд пережиточно пользовались и значительно позднее, в греко-римскую эпоху; такие карты сохранились в поздних храмах в Эдфу и в Дендера. Астрономические знания дали египтянам возможность установить особый календарь. Египетский календарный год делился на 12 месяцев, содержащих по 30 дней каждый, причём к концу года добавлялось 5 праздничных дней, что давало в общей сложности 365 дней в году. Таким образом, египетский календарный год отставал от тропического на четверть суток. Эта ошибка в течение 1460 лет становилась равной 365 дням, то есть одному году.

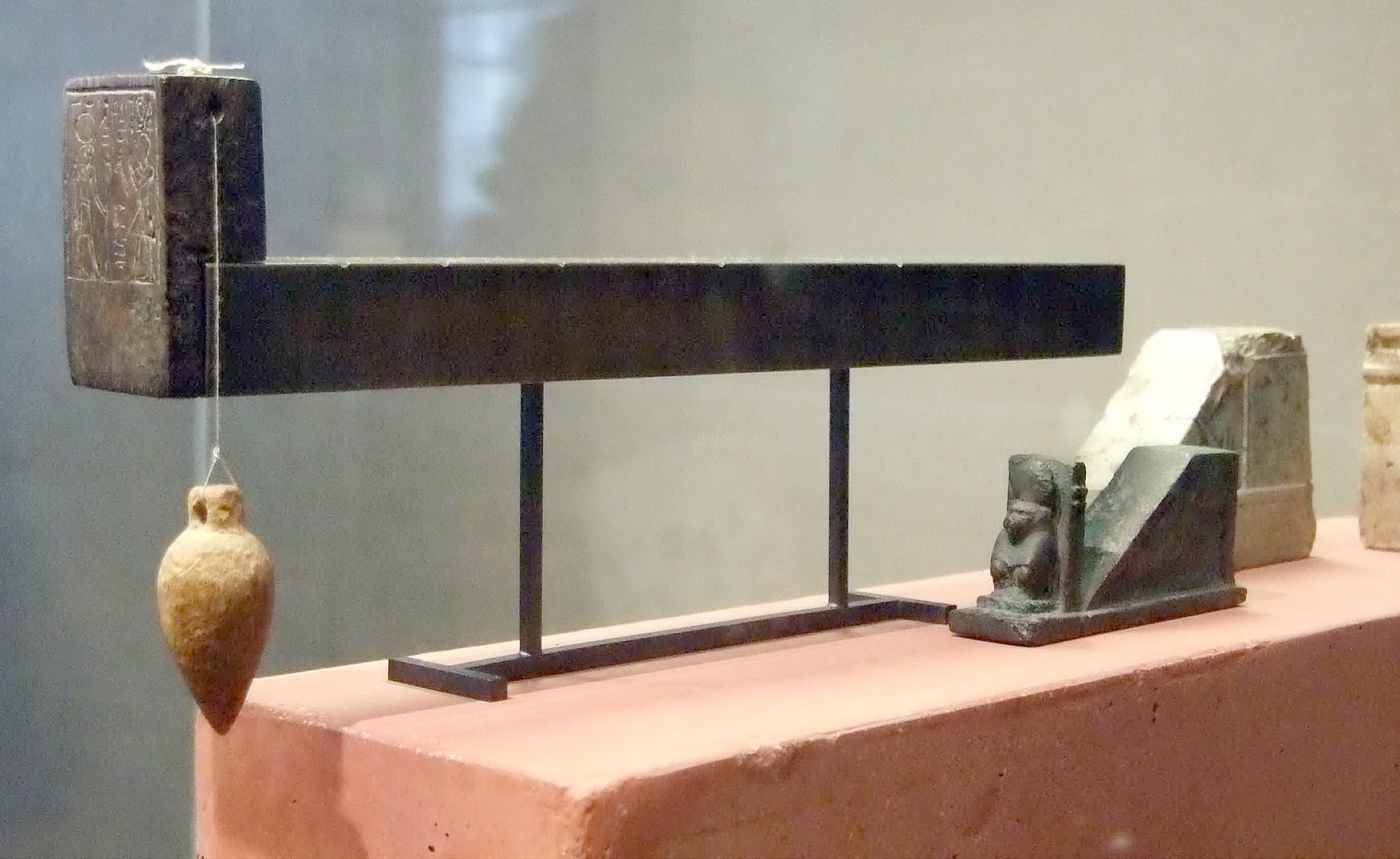
Солнечные часы из храма Аменхотепа III (XV век до н. э.) с изображением богини Сопдет. Лувр, Париж

## Математика
Древнейшие древнеегипетские математические тексты относятся к началу II тысячелетия до н. э. Математика тогда использовалась в астрономии, мореплавании, землемерии, при строительстве зданий, плотин, каналов и военных укреплений. Денежных расчётов, как и самих денег, в Египте не было. Египтяне писали на папирусе, который плохо сохраняется, и поэтому знания о Египетской математике существенно меньше, чем о математике Вавилона или Греции. Вероятно, она была развита лучше, чем можно представить, исходя из дошедших до нас документов — известно, что греческие математики учились у египтян.
Одним из самых больших достижений египетской математики было развитие десятичной системы счисления. В египетской письменности уже существовали особые знаки для обозначения чисел 1, 10, 100, 1000, 10 000, 100 000 и даже миллиона, обозначавшегося фигуркой человека, поднявшего руки в знак удивления. Характерны для форм египетской математики своеобразные единицы длины. Этими единицами были палец, ладонь, ступня и локоть, между которыми египетский математик установил определённые взаимоотношения. Математические знания широко использовались в искусстве.
Дошедшие до нас тексты, такие как папирус Ахмеса и Московский математический папирус показывают, что древние египтяне могли выполнять четыре основные математические операции: сложение, вычитание, умножение и деление, а также с помощью дробей, вычислять объёмы ящиков и пирамид, и площади поверхностей прямоугольников, треугольников и кругов, решить простые системы уравнений. Им были известны основные принципы алгебры и геометрии.
Математическая запись была десятичной и основывалась на иероглифических знаках для каждой степени от десяти до миллиона. Каждый из них мог быть написан столько раз, сколько необходимо, чтобы добавить до нужного количества. Из-за таких методов расчета египтяне не могли работать с большинством дробей с числителем больше, чем один, они должны были писать дроби в виде суммы нескольких дробей. Стандартные таблицы значений способствующая этому. Некоторые общие дроби, однако, записывались с помощью специального знака-эквивалента современных двух третей.
Древние египетские математики понимали принципы, лежащие в основе теоремы Пифагора, зная, например, что треугольник имеет прямой угол, противоположный гипотенузе, когда её стороны имеют соотношении 3-4-5. Они смогли рассчитать площадь круга путём вычитания одной девятой от его диаметра и возведения в квадрат результата:
| {\displaystyle S=[({\frac {8}{9}})D]^{2}=({\frac {256}{81}})r^{2}\approx 3,16r^{2}}, |

разумное приближение формулы {\displaystyle \pi r^{2}}.
Золотое сечение, кажется, нашло отражение во многих египетских сооружениях, в том числе пирамидах, но его применение могло быть непреднамеренным следствием древней египетской практики комбинированного использования узловатых веревок с интуитивно понятным чувством меры и гармонии.

## Медицина

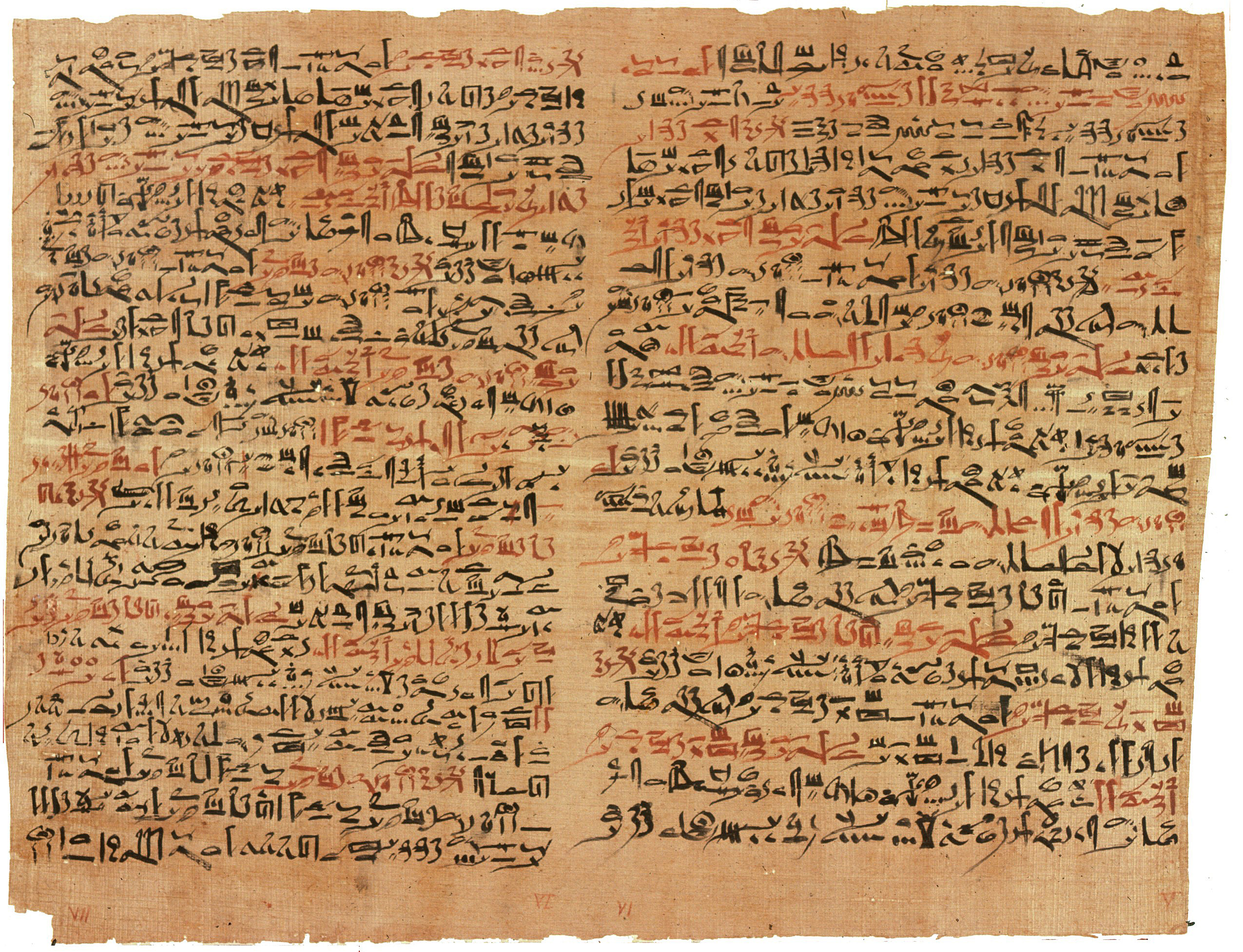
Папирус Эдвина Смита

Значительное развитие в Египте получила медицина. До XIX века основными источниками информации о древнеегипетской медицине были сочинения античных историков. Греческий историк Геродот посетил Египет около 440 года до н. э. , и после посещения много писал о своих наблюдениях их медицинской практики. В целом ряде текстов времени Среднего Царства даётся перечень рецептов для лечения различных болезней. Используя множество эмпирических наблюдений, египетские врачи, однако, не могли ещё полностью отказаться от древней магии. Так, например, один знахарский сборник заговоров, составленный специально для «лечения» больных детей, предназначен был для детских врачей, матерей и кормилиц. В этом сборнике наряду со множеством чисто магических текстов только изредка встречаются своеобразные диковинные рецепты, в частности средств для сохранения и увеличения количества материнского молока. Таким образом, лечение при помощи лекарств обычно соединялось с магическими заклинаниями и обрядами. Но изучение человеческого тела, облегчавшееся вскрытием трупов при мумификации, давало возможность врачам более или менее правильно подходить к вопросам строения и функционирования человеческого организма. Так, постепенно появляются первые знания в области анатомии, которые зафиксированы в целом ряде анатомических терминов. В некоторых медицинских текстах даётся и своеобразная методика лечения, требующая от врача осмотра больного, определения симптомов, установления диагноза и способа лечения. Довольно точное описание некоторых болезней, их симптомов и явлений позволяет судить о наличии некоторых знаний у египтян в области диагностики. Так, в египетских медицинских текстах подробно описываются желудочно-кишечные болезни (дизентерия), болезни дыхательных путей (хронический кашель, астма), кровотечения, ревматизм, скарлатина, глазные болезни (катаракта — «поднятие воды в глазах»), накожные болезни (гангрена, жировые опухоли, мокрая экзема), «опухоль одного дня», главным признаком которой был «острый зуд во всём теле или на одном месте», и множество других болезней.